# Warhammer 40,000: Gladius – Relics of War
Warhammer 40,000: Gladius – Relics of War ist ein rundenbasiertes 4X-Strategiespiel, das vom deutschen Entwicklerstudio Proxy Studios entwickelt und am 12. Juli 2018 von Slitherine Software für Windows und Linux veröffentlicht wurde. Es spielt im Warhammer-40,000-Universum von Games Workshop.

## Handlung
Die Handlung spielt auf der imperialen Welt Gladius Primus, welche für imperiale Gelehrte ein Planet von archäologischem Interesse war, da während seiner Kolonisierung uralte Relikte gefunden wurden, die Hinweise auf seine mysteriöse Vergangenheit enthüllten. Aber es waren mehr als nur Relikte; nach Jahrtausenden erwachten die außerirdischen Necrons in ihren unterirdischen Gruftkomplexen auf dem Planeten, ein Schrecken aus einer uralten Vergangenheit. Auch beherbergt der Planet eine gefährliche Tier- und Pflanzenwelt. Auf ihm treiben auch kleinere neutrale Fraktionen ihr Unwesen. Um die Vorherrschaft über die Ressourcen und Relikte von Gladius Primus zu erlangen, entsenden die Imperiale Garde (Astra Militarum), Space Marines (Adeptus Astartes), sowie die außerirdischen Völker der Orks und Necrons Truppen und gründen Basen. Zu allem Übel wird Gladius Primus zusätzlich von einem Warpsturm isoliert, weshalb die anwesenden Fraktionen auf sich allein gestellt sind. Die vier Fraktionen liefern sich einen gnadenlosen Krieg um den Planeten.

## Spielmechanik
Gladius – Relics of War ist ein rundenbasiertes 4X-Strategiespiel, das auf Hexfeldern gespielt wird. Die Karte kann vor dem Spielen nach Belieben angepasst werden, was Größe, Anzahl der Gegner, Tiere, Rohstoffe und so weiter angeht. Es stehen vier Rassen zur Auswahl: Imperiale Garde (Astra Militarum), Space Marines (Adeptus Astartes), Orks und Necrons. Jede Fraktion verfügt über eine eigene Spielmechanik. Zusätzliche Rassen, Fraktionen, Einheiten und Spielerweiterungen können über kostenpflichtige DLCs freigeschaltet werden. Der Spieler beginnt bei Spielstart mit einigen Einheiten auf einer zufallsgenerierten Karte, die erkundet werden muss und vom „Nebel des Krieges“ umgeben ist. Zunächst muss man die Gegend erkunden, um den besten Standort für seine Basis zu finden, die man nach und nach ausbauen und erweitern kann. Es gibt im Spiel keine Diplomatie oder Handel, was es von anderen 4X-Spielen unterscheidet. Der Fokus liegt ausschließlich auf den Kämpfen.
Militäreinheiten können nach erfolgreichen Gefechten einen Veteranen-Rang erlangen und stufenweise aufsteigen, wobei sie schlagkräftiger werden und schwerer zu vernichten sind. Auch gibt es mächtige Helden, die eingesammelte Relikte benutzen können oder auch in eroberten Handelsposten kaufen können. Verwundete Einheiten können geheilt und beschädigte Fahrzeuge repariert werden. Das Gelände spielt eine Rolle; so erhalten Einheiten in Wäldern oder Häuserruinen bei Beschuss Deckung, jedoch können sie auch auf Feldern mit giftigen Pflanzen Schaden nehmen. Wälder und Ruinen verlangsamen Fahrzeuge. Die schädlichen Pflanzen, Wälder und Ruinen können von speziellen Einheiten gerodet beziehungsweise geräumt werden.
Der Basen- beziehungsweise Städtebau ist rudimentär gestaltet und dient der Einheitenproduktion, sowie der Einfluss-, Rohstoff- und Energiegewinnung. Auch können die Imperiale Garde und Space Marines Abwehrtürme errichten. Zusätzliche Rohstofffelder und bonibringende Relikte können von Einheiten erobert werden. Es gilt dem Feind seine abzunehmen, damit dessen Rüstungsproduktion ins Stocken kommt. Mittels Forschung lassen sich stufenweise neue Technologien, Upgrades und Einheiten freischalten. Das Spielziel ist es den Gegner zu vernichten. Der Mehrspielermodus unterstützt einen Hot-Seat-Modus.

## Entwicklungsgeschichte
Warhammer 40,000 Gladius – Relics of War wurde am 27. November 2017 angekündigt. Das Spiel basiert spielmechanisch auf einem Vorgängerspiel von Proxy Studios; Pandora: First Contact aus dem Jahr 2013.

## Rezeption
„Warhammer 40K trifft auf Civilization, fokussiert sich aber allein auf Kriegsführung. Nur für 40K-Fans, die Gameplay vor Story bevorzugen.“

„Hey, das fühlt sich ja fast ein wenig an wie Battle Isle! Auch wenn sich Warhammer 40.000: Gladius – Relics of War mit seiner Runden-Strategie fast nur auf den Kampf konzentriert, macht das Taktieren im Gelände richtig Laune. Man wird von Beginn an gefordert, muss eine gute Balance in der Eroberung wahren und die vier Fraktionen bringen markante Eigenheiten mit – vor allem die Necron sorgen für frischen Wind und das Geräusch der coolen Tomb Blades geht mir nicht mehr aus den Ohren. So angenehm aggressiv sich die neutrale KI zu Beginn verhält, sorgt vor allem die Übermacht der Helden zusammen mit der Passivität der anderen Fraktionen im letzten Drittel der Kampagne manchmal eher für Durchmärsche als clever geführte Eroberungen. Die Quests und die Story, die Forschung und die Wirtschaft sind okay, aber eher Beiwerk als episches Bauwerk, so dass dieses Warhammer auf lange Sicht niemanden von Civilization 6 oder Endless Space 2 weglocken wird. Trotzdem haben mir der knackige Rhythmus sowie die schnörkellose Präsentation besser gefallen als jene im vergleichbaren Battle Worlds: Kronos, das jedoch mehr strategische Tiefe auf lange Sicht zu bieten hatte. Aber vor allem im Gefecht mit anderen menschlichen Spielern dürften Space Marines, Orks & Co für gute militärische Unterhaltung sorgen.“